# Kaliningrad-Gletscher
Der Kaliningrad-Gletscher (russisch Ледник Калининградский Lednik Kaliningradsky) ist ein Gletscher im ostantarktischen Mac-Robertson-Land. Er mündet in den südlichen Abschnitt des Lambert-Gletschers.
Russische Wissenschaftler benannten ihn nach der Hafenstadt Kaliningrad, von der aus zahlreiche Antarktisexpeditionen starteten.